# Boñiga

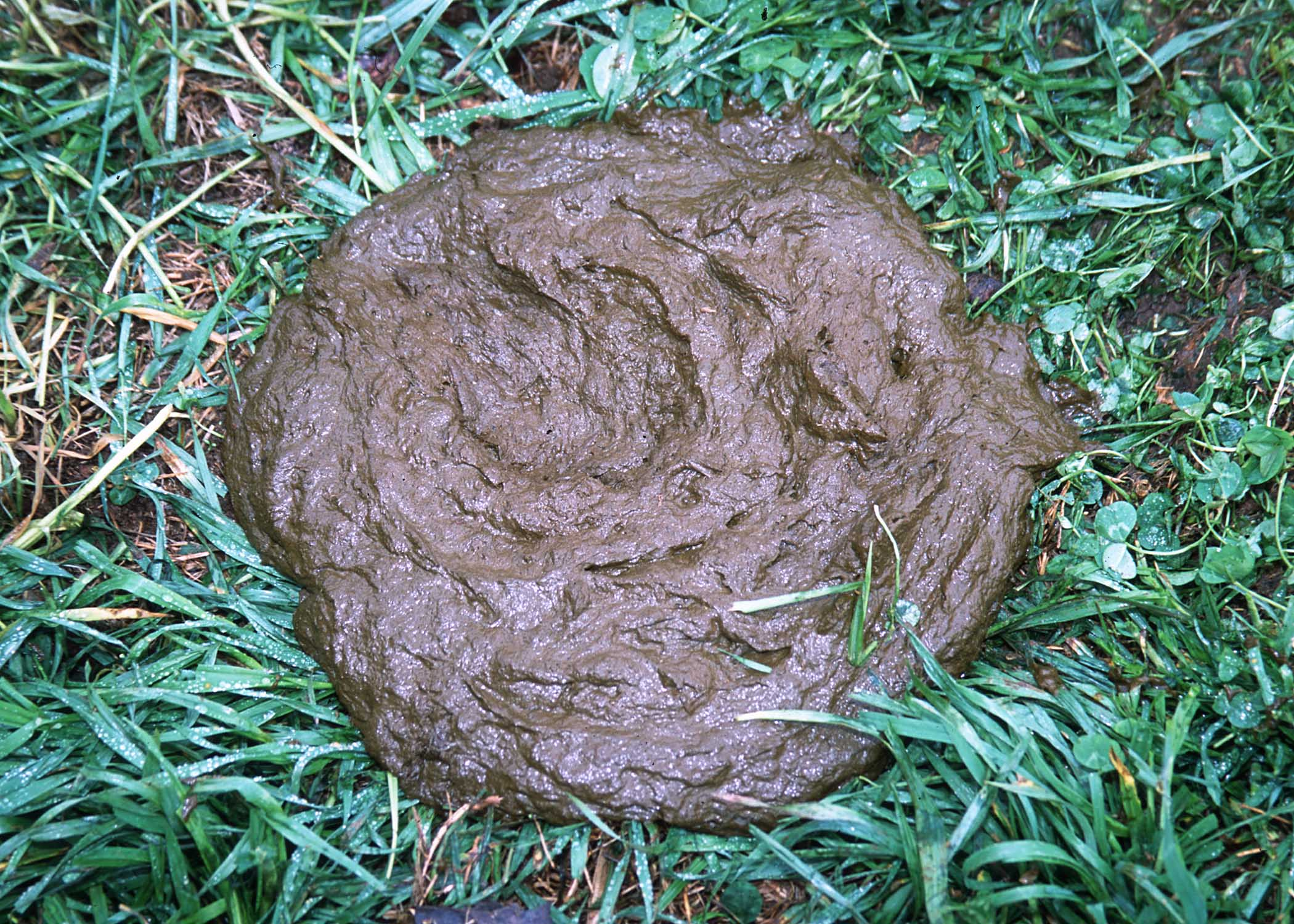
Boñiga de vaca

La boñiga es el excremento del ganado vacuno.
En agricultura es usada como uno de los componentes del abono, como combustible y en construcción, como revoco.